# Phillip Carl Jablonski
Phillip Carl Jablonski (3 de enero de 1946 - 27 de diciembre de 2019) fue un asesino en serie estadounidense condenado por matar a cinco mujeres en California y Utah entre 1978 y 1991.

## Primeros años
El padre alcohólico de Jablonski golpeaba y abusaba sexualmente de su esposa e hijos.
Jablonski conoció a su esposa, Alice McGowan, en la escuela secundaria. Se alistó en el Ejército en 1966 y fue enviado al extranjero para luchar en la Guerra de Vietnam. Jablonski y McGowan se casaron tras su regreso a Estados Unidos en 1968. Mientras vivían en Texas, Jablonski se volvió sexualmente violento; durante las relaciones sexuales, él colocaba una almohada sobre la cara de McGowan e intentaba asfixiarla, y en varias ocasiones la estranguló hasta dejarla inconsciente.:17
Luego de que McGowan lo dejara, Jablonski se involucró con Jane Sanders, a quien conoció en noviembre de 1968. Violó a Sanders en su primera cita, pero ella no lo denunció. Sanders quedó embarazada y ambos se mudaron a California en julio de 1969, después de que Jablonski abandonó el ejército. En una ocasión, mientras tenían relaciones sexuales, Sanders quería parar, pero Jablonski sacó un arma y la amenazó con dispararle si no continuaba; la golpeó con la culata del arma, dejándola inconsciente. Cuando recuperó el conocimiento, él la estaba violando. Sanders dejó a Jablonski en 1972.:17-18

## Condenas criminales
A finales de 1972, Jablonski violó a una conocida a punta de cuchillo en su casa, mientras su hijo pequeño estaba en la habitación. La mujer escapó y corrió hasta la casa de su vecino, quien llamó a la policía. Jablonski fue arrestado y condenado por violación.
En febrero de 1977, Jablonski conoció a Linda kimball, y en agosto ya vivían juntos. Kimball dio a luz a su hija en diciembre de 1977.
En la noche del 6 de julio de 1978, la madre de Kimball, Isobel Pahls, que vivía cerca, fue despertada por Jablonski. Él le dijo que había ido para violarla, pero no lo hizo porque cuando la miró a la cara “solo pudo ver la cara de Linda”. Pahls consiguió escapar a la casa de un vecino y no denunció el incidente a la policía. Un par de días después del incidente, Kimball dejó a Jablonski, y se mudó junto con su hija con Pahls.
En la mañana del 16 de julio, Kimball regresó al apartamento que había compartido con Jablonski para recoger las pertenencias de su bebé. Esa tarde fue encontrada muerta dentro del apartamento; había sido golpeada, apuñalada y estrangulada. Jablonski fue arrestado 11 días después.
Jablonski cumplió 12 años en prisión por el asesinato de Kimball. Salió en libertad condicional en 1990 por buena conducta, aunque en 1985 había intentado estrangular a su madre con un cordón de zapato.
Carol Spadoni conoció y se casó con Jablonski en 1982, tras responder a un anuncio en el periódico mientras este cumplía su condena en prisión. El 23 de abril de 1991, Spadoni, de 46 años, y su madre, Eva Petersen, de 72 años, fueron asesinadas en su casa en Burlingame. Spadoni fue tiroteada, asfixiada con cinta adhesiva y luego apuñalada, mientras que Petersen fue agredida sexualmente y disparada.
Jablonski fue acusado de la muerte del 22 de abril de 1991 de Fathyma Vann, de 38 años, en Indio, California. Vann era una estudiante del instituto comunitario local al que Jablonski asistía para cumplir las condiciones de su libertad condicional. Vann, que había enviudado recientemente y era madre de dos chicas adolescentes, fue encontrada con un disparo en la cabeza y agredida sexualmente, tirada desnuda en una zanja poco profunda en el desierto de Indio con las palabras “Amo a Jesús” (I Love Jesus) grabadas en la espalda. Su cuerpo había sido sometido a otras mutilaciones, incluyendo la extirpación de sus ojos y orejas.
Jablonski también fue acusado del robo y posterior asesinato de Margie Rogers, de 58 años, en el condado de Grand, Utah, el 27 de abril de 1991; ella y su esposo eran dueños de una tienda en la Interestatal 70, donde su cuerpo fue descubierto. Rogers había sido agredida sexualmente y recibido dos disparos en la cabeza.
Jablonski fue detenido en Kansas el 28 de abril de 1991. Se le declaró culpable de los asesinatos y fue condenado a muerte.
En enero de 2006, el Tribunal Supremo de California mantuvo la condena a muerte de Jablonski en apelación.

## Muerte
Jablonski murió el 27 de diciembre de 2019 por “causas desconocidas” a la edad de 73 años, en su celda en la Prisión Estatal de San Quintín.

## En la cultura popular

### Podcasts
- Straight Crime, Homie - Episodio 16    https://www.straightcrimehomie.com Archivado el 31 de julio de 2021 en Wayback Machine. (en inglés)

- Small Town Murder - Episodios 106 y 107